# Caproni Trento F.5
L'Aero Caproni Trento F.5 est un biplace d'entrainement à réaction italien et le second appareil à réaction construit en Italie après la Seconde Guerre mondiale, derrière le Fiat G.80

## Pour sauver Caproni
La firme Caproni eut beaucoup de difficultés à passer le cap de la sortie de guerre à la fin de la Seconde Guerre mondiale. Pour relancer son activité, alors que le Groupe Caproni ne disposait plus que d’une seule usine, Aero Caproni Trento, à Trente, elle demanda à Stelio Frati de dessiner un biplace en tandem d’entrainement à réaction. Le F.5 (à ne pas confondre avec le Caproni Vizzola F.5, chasseur datant de 1939) se présentait comme un monoplan à aile basse cantilever trapézoîdale en plan construit entièrement en bois. Seule la partie inférieure du fuselage recevait un revêtement métallique pour la protéger un flux du réacteur Turbomeca Palas de 150 kgp installé à la base du fuselage et alimenté par deux prises d’air situées le long du fuselage, en avant du bord d’attaque de l’aile. Doté d’un train tricycle escamotable mécaniquement, le F.5 avait une allure très moderne.

## Un seul prototype
Construit entièrement sur fonds privés car ne répondant à aucun programme, le prototype fut transféré à Milan pour y effectuer son premier vol le 20 mai 1952 sur l’aéroport de Linate avec l’immatriculation provisoire [I-RAIA]. Il était piloté par Ernesto Zanlucchi, assisté de l’ingénieur Giorgio Aldinio pour les services officiels italiens. Le même jour Vico Rosaspina effectua à son bord tout un programme de voltige, révélant l’excellente maniabilité de l’appareil. Cet avion offrait des performances intéressantes, atterrissant très court, grimpant en 3 000 m en 11 minutes et atteignant sans difficulté 520 km/h en piqué avec deux personnes à bord. Sa structure en bois était synonyme d’économie et de facilité de réparation, mais les services officiels italiens en firent un défaut et des projets de réalisation d’une version métallique ne furent pas menés à terme. L’unique prototype fut pourtant acheté par l’Aeronautica Militare, doté du Matricule Militaire MM553, et testé sur les terrains de Guidonia et Ciampino. Il fut même évalué par une commission anglaise, le pilote anglais endommageant le prototype à l’atterrissage. Après réparation il fut réimmatriculé [I-FACT] pour participer en 1954 au Tour Aérien de Sicile, piloté par Giovanni Franchini du Centre d’Essais en Vol italien. Cet avion fut finalement radié à Pratica di Mare et transféré au Museo del Volo de Turin. À l’automne 1990 il fut finalement cédé au Musée de l'Aéronautique Gianni Caproni de Trente, ou il est aujourd’hui conservé.